# きかんしゃトーマス・汽車のえほんの人格のないキャラクター
きかんしゃトーマス・汽車のえほんの人格のないキャラクター（きかんしゃトーマス・きしゃのえほんのじんかくのないキャラクター）では、イギリスの絵本『汽車のえほん』および、その映像化作品『きかんしゃトーマス』に登場する人格のないキャラクターの紹介をする。

## 鉄道車両

### 原作、人形劇両方に登場
ブレーキ車（英：Brakevans、米：Caboose）
車掌が乗り、列車のブレーキを助ける車両。たいていは貨車・貨物列車の最後尾に連結されることが多いが、まれに客車・旅客列車に連結されることがある。第1シーズンでは大破することが多かった。第2シーズンの第40話「とこやにいったダック」では顔と人格が付いている物も存在するが、性格は貨車たちと同じく性格が悪い。第18シーズンでようやくそれらしい働きをした。
色は灰色（第1シリーズ）、オレンジ色、白色。
第8〜12シリーズではほとんど登場しなかった。
モデルはBRスタンダード20トン型・サザン鉄道25トン"Pillbox" ・グレート・ウェスタン鉄道Toad・ロンドン・ミッドランド・アンド・スコティッシュ鉄道20トン型・LB&SCR Stroudley 20トン型の４つ。
多目的有蓋貨車（Utility Vans）
テレビ版では第1シーズンから登場している2軸または、2軸ボギーの有蓋車。
モデルはイギリス国鉄、サザン鉄道のCCT Wagon。
フライング･キッパー（The Flying Kipper）
テレビ版では第1シーズンから登場している海産物を運搬する夜行の鮮魚貨物列車。
有蓋貨車1（Sodor Boxvans (Type 1)/Single Ventilated Vans）
第2シーズンから登場している。荷物を積む屋根付き貨車。
モデルはロンドン・アンド・ノース・イースタン鉄道の12トン有蓋貨車。
郵便貨車（Mail Coaches/Mail Trucks）
手紙や小包などの郵便物を運ぶ、木造2軸ボギー有蓋車。色は原作では薄茶色、人形劇では朱色。
長編第4作から側面の「SODOR MAIL」から羽の付いた封筒になった。
基本的にはパーシーが牽引するが、トーマスを始めオリバー・ジェームス・エドワード・ケイトリン等も牽引したことがある。
陶土貨車（China Clay Trucks/Lynton & Barnstaple Railway Short Trucks）
第2シーズンから登場している。陶土用の無蓋貨車。
モデルはリントン・アンド・バーンステイプル鉄道のショート無蓋貨車。
無蓋貨車（Sodor Open Wagons/Sodor Plank Trucks）
第1シーズンから登場している。貨車達の同型の無蓋貨車。車体色は茶色、灰色。
家畜貨車（Cattle Wagons/Sodor Cattle Trucks）
第2シーズンから登場している。家畜用の有蓋貨車。車体色は茶色。
モデルはグレート・ウェスタン鉄道の家畜貨車。
塩運搬貨車（Sodor Salt Wagons/Salt Vans）
第2シーズンから登場している。塩用の貨車。車体色はクリーム色、白、茶色、灰色。
タンク車（Sodor Tank Wagons/Tankers）
第1シーズンから登場している。タンク用貨車。車体色は黒、白、黄色、灰色、銀色。
多目的無蓋貨車（Utility Trucks）
第2シーズンから登場している。とても長い無蓋貨車。車体色は明るい赤茶色。
小型有蓋貨車（Little Boxvans/LBSC Railway 8-ton Vans）
第2シーズンから登場している。荷物を運ぶ、小型の有蓋貨車。
モデルはLBSCの有蓋貨車。
平台貨車（Flatbeds）
第2シーズンから登場している。荷物を載せる貨車。
古い炭水車（Old Tenders）
第3シーズンから登場している。6台の錆びた古い炭水車。
低床式貨車（Wellwagons）
第6シーズンから登場している。貨車の中央が低くなっている運搬貨車。

### 作業車
救援列車（The Breakdown Train）
クレーン車（The Breakdown  Cranes）
脱線した車両を線路に戻すクレーン車。ロッキーが島に来てからは、滅多に見かけることがなくなったが、長編第10作以降は人格を与えられて再登場した。
長編第1作ではトップハム・ハット卿のポスターが張られていた。
救援客車（The Works Unit Coach）
事故現場まで作業員を運ぶ客車。CGになってからは機関車たちが連結して走っているシーンが登場する。
色は原作・長編第10作・CGでは茶色、人形劇では深緑。

### 人形劇にのみ登場

#### 客車
古い客車（Old Coaches）
第1シーズンと第9シーズンのみ登場の、ノンコリダー・コンパートメントの2軸客車。
基本的にジェームス・エドワード・ヘンリー・トーマス等の機関車が運用する。
未使用カットではパーシーが牽引していたこともあった。
第9シーズンでは色違いの客車が登場した。
濃赤茶色の支線客車（Dark Red Brown Branch Line Coaches）
第2シーズンより登場の、ノンコリダー・コンパートメントの濃赤茶色の2軸客車。
モデルはLBSCR Stroudley 2軸客車。
基本的にヘンリー・エドワード・ジェームス・エミリー・パーシー・ダック・オリバー・ステップニー・スタンリーなどが運用する。
ジェームスとパーシー、ソルティーは1両だけ牽引したことがあり、トーマスもアニー・クララベルが不在の際の代用として牽引したことがある。
時々、色が濃かったり、薄かったりしているシーンがある。

エミリーの客車（Emily's Coaches）
第7シーズンから登場の、ノンコリダー・コンパートメントの3軸客車。色は緑。3軸ある車輪のうち中央の車輪にはフランジがない。
エミリーの他に、トーマス・パーシーも牽引したことがある。
スペンサーの貴賓客車 (Spencer's Coaches)
第7シーズンより登場する、スペンサーの用貴賓客車。一度だけトーマスも牽引した事が有る。正式登場前に第5シリーズでは同型の客車をゴードンが引いている。基本的に乗せるのはボックスフォード公爵夫妻だが、ノランビー伯爵や副大臣を乗せた事もある。フルCGになってからデザインや窓の数、大きさが大幅に変更された。エピソードによって1両だったり、2両だったり、3両だったりと編成が頻繁に変わる。また、浴室の他に個室や寝台も備え付けられている模様。
トビーの博物館客車 (Toby's Museum Coach)
第9シーズンより登場。ソドー博物館へ行くお客達を乗せる為にトビーがヘンリエッタではなく何故かこの客車を牽引した。ロンドン・ブライトン&サウスコースト鉄道で使用された2軸客車がモデル。
ゴードンの特別客車 (Gordon's Special Coaches)
第10シーズンでのみ登場。ゴードン専用の客車（ノン・コリダー・コンパートメント）。トップハム・ハット卿がゴードンにスピード記録更新のお祝いにプレゼントした。本来はエミリーがゴードンの元に届けるはずだったが、ディーゼルが勝手に引っ張って行ってしまった。
フローラの2階建て客車（Flora's Tram Coach）
第12シーズンから登場の、2階建て客車。

#### 貨車
果物有蓋貨車（Sodor Fruit Boxvans/NER Vans）
第1シーズンから初登場。果物を運ぶ有蓋貨車。車体色は黒灰色。
モデルはノース・イースタン鉄道の有蓋貨車。
有蓋貨車2（Sodor Boxvans (Type 2) /GWR Vans）
第1シーズンから初登場。車体色は茶色、灰色。
モデルはグレート・ウェスタン鉄道の有蓋貨車。
大型有蓋貨車（Sodor Old Large Boxvans/Lynton & Barnstaple Railway Vans）
第2シーズンから初登場。荷物を運ぶ大型の有蓋貨車。車体色は茶色、灰色。
モデルはリントン・アンド・バーンステイプル鉄道の有蓋貨車。
小型陶土貨車（Small China Clay Trucks/Short Wheelbase Plank Trucks）
第2シーズンから初登場。陶土用の小型無蓋貨車。車体色は濃灰色。
モデルはショートホイールベースの3型無蓋貨車。
ジェットエンジン（The Jet Engine）
第6シーズンから初登場。飛行場で使用する為にトーマスが運んだ貨車。
大型家畜貨車（Sodor Large Cattle Wagons）
第8シーズンから初登場。鶏を運ぶ大型の家畜貨車。車体色は灰茶色。

## 自動車
トップハム・ハット卿のセダン
第1シーズンからすべてのシリーズに登場しているトップハム・ハット卿の愛車。
色は青色。
ロバート・ノランビー伯爵の車(Sir Robert Norramby's Car)
長編第8作目から登場した、クリーム色の車。
第17、18シーズンにも登場している。
貨物トラック(Soft-Sided Lorries)
第1シーズンからすべてのシリーズに登場しているトラック。色は赤・青・黄色・灰色など。
モデルはオースチン・ダッジ・レイランド社製の1940年〜1950年型。
ダイソン・ローリー(Dyson Lorries)
第4・5シーズンにカメオ出演した、輸送トラック。
消防車(The Fire Engines)
第5シーズンから登場した消防車。
モデルはアレクサンダー・デニス社のF8型消防車。
『みんなあつまれ!しゅっぱつしんこう』ではソドー空港で給水塔が倒壊し滑走路に亀裂が入るという事故に出動した。
救急車(Ambulance)
第6シーズンのみ登場の救急車。
ソドー・レスキューセンターの看板に描かれている。
ソドー・メールバン/ソドー・メール・バン(Sodor Mail Van)
色は赤。
同型で白色のパン屋のバンも登場した。
タクシー(Taxi)
モデルは、オースチンの1936年製ロンドンタクシー。
色は黒。
『ひとだすけ』で、キンドリー婦人を操車場まで連れてきたことがある。
キャタピラクレーン(Caterpillar Cranes)
第3～10、12シーズンまでソドー島のいたる所に見られたキャタピラー付のクレーン車。
第7シーズンからスクラップ状のものが多くなった。

### ブルーマウンテンの石切場の自動車
車体のサイドやキャブにロゴがある。
蒸気ショベルカー(The Steam Shovels)
青とオレンジに塗られた蒸気ショベルカー。
ダンプカー(The Dumper Trucks)
オレンジと青に塗られたダンプカー。何台かは、マックス・モンティーに似た色をしたものもある。
タンクローリー(The Tankers)
燃料を積むタンクローリー。
貨物トラック(The Soft-sided Lorries)

ブルドーザー(The Bulldozers)

平ボディートラック (The Flatbed Trucks)

## 船

### 人形劇にのみ登場の人格のない船
クリスティナ(Krystyna)
第2シーズンのみ登場の小型船。
ルシンダ(Lucinda)
ブレンダム港によく停泊している、クリーム色のタグボート。
ソドー・ライン(Sodor Line)
第6シーズンに登場した蒸気船。
『ミスティアイランド レスキュー大作戦!!』では、トーマス・ゴードン・ジェームス・エドワード・トップハム・ハット卿をミスティアイランドに連れて行った。
サルベージ船(The Salvage Barges)
第2〜5シーズンの間に登場した。色は黄色。
海に転落したパーシーやヘンリーを救助したことがある。
古い貨物船(The Tramp Steamer)
一度、ブレンダム港の機関庫に突っ込んだことがある。第5シーズン・第6シーズンの回想に登場。
ロバート・ゴールド・ガリアースが製作したもので、『魔法の線路』の撮影期間中かその後に、カナダで紛失したらしい。
郵便船(The Mail Boat)
第3シーズンの『おくれたゆうびんしゃ』で、ヘンリーの言及で登場。
ソドー島の女王(The Queen of Sodor)
ゴードンに騙されて、ジェームスが引っ張ることになった汚くて古い艀。

### がんばれタッグスから流用
S.S.ロックススター(S.S. Roxstar)
ブレンダム港によく停泊している、黒と白色の遠洋客船。「がんばれタッグス」のウィーン号の模型を流用した客船。第3シーズンから登場。
レイクサイダーIII(Lakesider III)
「がんばれタッグス」のO.J改造の外輪船。こうざん鉄道のレイクサイド駅がある湖に浮かんでいる。
フルトン(The Fultan Ferry)
湾内航行の中型フェリー。色は青と白。
船尾式の外輪船。
第5シーズンの『ゴードンとおばけ』の最後のシーンに登場した。
「がんばれタッグス」ではO.Jの曳いていた艀と衝突して沈没したことがある。
イージー・ゴメス（Izzy Gomez）
第3〜5シーズンに登場。顔を外され普通の貨物船としてカメオ出演している。
タグボート（Tugboat）
「がんばれタッグス」のゼベデーを改造したタグボート。第5シーズンでサルベージ船の引き舟としてカメオ出演。
海老採り漁船達 （The Shrimpers）

### 原作にのみ登場の人格のない船
P. S. Cumberland
スカーロイをカーク・ローナンで降ろした貨物船。
S.S. Kathryn
『みどりの機関車ヘンリー』に登場した貨物船。
ディグニティー(Dignity)
『ちびっこ機関車パーシー』に登場した艀。
マーメイド(Mermaid)
『Henry and the Express』の「Sliding Scales」に登場した貨物船。
ノーススター(North Star)
『Toby, Trucks and Trouble』に登場した貨物船。

## クレーン
A.J.R. No.1(A.J.R. No.1)
波止場に立っている小型の据え付けクレーン。乗換駅にも同型のクレーンがある。
ハッピー・フック(Happy Hook)
ヴィカーズタウンディーゼル整備工場にあるクレーン。壊れて動かなかったが、修理されて動くようになった。